# Громовержец Росс
Генерал Тадде́ус «Громове́ржец» Росс (англ. General Thaddeus "Thunderbolt" Ross), также известный как Кра́сный Халк (англ. Red Hulk), он же Кралк (англ. Rulk) — персонаж комиксов Marvel. Изначально был врагом, а после стал союзником Халка. Впервые появился в комиксе Incredible Hulk #1 (май 1962) в качестве генерала Росса, а как Красный Халк — в Hulk vol. 2 #1 (январь 2008).
Персонаж был представлен в различных товарах, таких как игрушки и статуэтки, и появился в многочисленных медиа-адаптациях, включая анимационные телесериалы, видеоигры и художественные фильмы. Его роль исполнили Сэм Эллиотт в фильме «Халк» (2003), Уильям Хёрт в фильмах медиафраншизы «Кинематографическая вселенная Marvel» (КВМ) «Невероятный Халк» (2008), «Первый мститель: Противостояние» (2016), «Мстители: Война бесконечности» (2018), «Мстители: Финал» (2019) и «Чёрная вдова» (2021), и Харрисон Форд в фильмах «Капитан Америка: Новый мир» (2025) и «Громовержцы» (2025).

## История публикаций
Громовержец Росс впервые появился в The Incredible Hulk #1 (май 1962) и был создан Стэном Ли и Джеком Кирби как заклятый враг Халка. Он был регулярно появляющимся персонажем этой серии. Его происхождение показано в The Incredible Hulk #291. Красный Халк впервые появился в Hulk vol. 2 #1 (январь 2008) под авторством Джефа Лоуба и Эда МакГинеса, но то, что это Таддеус Росс, не было раскрыто. Происхождение Красного Халка было показано в Hulk #23.
Кеннет Джонсон, создатель телесериала 1970-х годов The Incredible Hulk, предложил Красного Халка для этой адаптации на несколько десятилетий раньше. Красный Халк был создан как тактический и интеллектуальный противник Халка.
Лоуб сказал: «Красный Халк — это разновидность Халка, которую мы раньше не видели: мыслящий, расчётливый, жестокий вид Халка. Всё в Зелёном Халке не так, как в Красном Халке, за исключением, разумеется, их идентичных сил. И он выглядит так же, только он красный. Но кроме этого, они полные противоположности».
Главный редактор Marvel Джо Кесада предложил идею комикса — дебют красной версии персонажа, чья человеческая личность была бы секретом. Первоначально личность Красного Халка была неизвестна как персонажам в комиксах, так и читателям.
Его популярность дала ему главную роль в комиксе Thunderbolts.
Комиксы с участием Red Hulk хорошо продавались, но получили неоднозначные отзывы. Первые пять выпусков серии были полностью распроданы, а второй тираж получил новые обложки.
Выпуск № 6 был вторым в списке самых продаваемых комиксов в сентябре 2008 года, а выпуск № 10 был шестым по продажам в феврале 2009 года.

## Биография

### Генерал Росс
Генерал Росс — бравый вояка и давний враг Халка. Именно Таддеус Росс руководил научным центром, где испытывали гамма-бомбу, превратившую Брюса Беннера в зелёного гиганта Халка. Росс одержим идеей захватить Халка и не испытывает никакого сочувствия к Беннеру. Генерал возглавляет отряд особого назначения — «Анти-Халк». В арсенале отряда — самая современная техника и мощное вооружение. За свой взрывной темперамент Россу дали прозвище — «Громовержец» (или просто «Гром»). Поскольку ни одна тюрьма не удержит Халка, Росс основал «Гамма-базу» — штаб-квартиру его отряда, предназначенную для зелёного монстра. Помимо всего этого, у Росса есть дочь — Бетти, которую он мечтает выдать замуж за своего помощника — майора Гленна Тальбота. Однако Бетти влюблена в Брюса Беннера, а мысль породниться с Халком выводила Росса из себя. Но всё же его план не сбылся и Бетти вышла замуж за Брюса. После этого Росс стал ещё больше зол на гиганта и даже просил помощи у злодеев, чтобы они одолели Халка. Ему помогал даже МОДОК, но всё равно у Росса не получалось изловить Халка.

### Красный Халк
После одного эксперимента Росс при неизвестных обстоятельствах стал Красным Халком. Впервые в виде Халка он появился в России, где избил и застрелил Мерзость, в то время как настоящий Халк был заточён на подземной военной базе в Долине Смерти после неудавшейся войны против супергероев Земли. На расследование этого убийства отправились Железный человек, Женщина-Халк, Док Самсон и Мария Хилл. После этого Красный Халк неожиданно пробрался на летающий авианосец Щ.И.Т.а, взломал базу данных и удалил все файлы, касающиеся Халка, одолел Железного человека и Женщину-Халк и сбил сам авианосец. Затем Красный Халк отправился в Долину Смерти и победил А-Бомбу (Гамма-мутанта, в которого неожиданно превратился Рик Джонс).
В это время настоящий Халк вырвался на свободу и сразился со своим красным двойником, но Тор вмешался в их поединок. Красный Халк победил Тора в космосе и по возвращении на Землю устроил сильнейшее землетрясение в Сан-Франциско. Тогда против него выступили Халк, А-Бомба и сам Тор. А Женщина-Халк, Мстители, Фантастическая четвёрка и Нэмор отправились спасать город от разрушения. Красный Халк потерпел поражение, после чего выясняется, что за его созданием стояли Доктор Самсон и сам Генерал Росс, который в него и превратился.
После этого Женщина-Халк решила отомстить Халку и собрала небольшой отряд состоящий из Тундры, Валькирии и её самой. После непродолжительной битвы на помощь девушкам пришли Невидимая Леди, Тигра, Чёрная вдова, Шторм, Рыжая Рысь и Женщина-Паук. Вскоре Халк проиграл и потерял сознание. Халку удалось сбежать и похитить Тундру, чтобы предложить ей неизвестную сделку.
Через некоторое время наёмница Домино случайно узнала тайну личности Красного Халка. Халк начал её преследовать, но Домино смогла скрыться. Но Доктор Самсон приказал ему найти и убить Домино. И что для этого ему понадобится помощь, Халк собрал отряд, состоящий из Тундры, Электры, Дэдпула, Красного Динамо и Карателя. Домино, в свою очередь, собрала Силу Икс. Во время боя с Росомахой Халк ослеп. В самый разгар битвы появилась Красная Женщина-Халк и убедила Халка пойти с ней. Через несколько минут к Халку вернулось зрение и он понял, что это была ловушка, устроенная Доктором Самсоном, который перекупил его команду. Халку чудом удаётся спастись с помощью Тундры. Вскоре Халк нашёл Домино и Росомаху в доме Серебряного Соболя. Та рассказала ему, что всё это устроил Самсон и что он связан с Ц. И. И. (Центр Интересных Идей), а значит, и с МОДОКом.
Выяснилось, что МОДОК и Лидер собрали команду, состоящую из Красного Призрака, Волшебника и Безумного Мыслителя, также с ними в союзе находились сам генерал Росс (Красный Халк), Самсон, Ужасная Четвёрка и Красная Женщина-Халк. Красный Халк понял, что сам он не справится, и решил заключить союз с Брюсом Беннером. Вскоре генерал Росс совершил попытку убить Красного Халка, но был убит (это было подстроено), после чего выяснилось, что Бетти Росс (дочь генерала) и майор Гленн Тальбот — живы (ранее считались погибшими).
Первая миссия Красного Халка и А-Бомба заключалась в уничтожении Космического Халка, который находился на базе у МОДОКа. Но это был план Лидера и МОДОКа — с помощью силы Красного Халка активировать Космического Халка. А-Бомбе удалось забрать диск с информацией. Оказалось что Космического Халка создал Безумный Мыслитель, используя технологию Галактуса, что делает его силы сравнимыми с силами Серебряного Сёрфера. Вторым заданием было спасти Мистера Фантастика от Волшебника и его Ужасной Четвёрки, но ему это не удалось. Вскоре после этого Космический Халк напал на Латверию и забрал Доктора Дума.
Выяснился план Интеллигенции: похищение восьми умнейших людей — Мистера Фантастика, Железного человека, Доктора Дума, Брюса Беннера, Чёрной Пантеры, Амадея Чо, Зверя и Генри Пима. В то время, как Космический Халк захватывал Доктора Дума, Красная Женщина-Халк напала на Могучих Мстителей, и хотя Брюс Беннер и Скаар пришли им на помощь, ей всё же удалось захватить Пима.
В это время Красный Халк прибыл в Ваканду и пытался спасти Чёрную Пантеру и Зверя от Красного Призрака и его гамма-обезьян, но Люди Икс приняли его за союзника Призрака и атаковали. Красному Призраку удалось сделать то, за чем пришёл.
Позже Красный Халк проник на Авианосец Интеллигенции, но был остановлен Космическим Халком. Интеллигенция использовала его как источник энергии для Катексисного луча Самсона. Тогда был задействован запасной план Красного Халка — Дэдпул. Он разбил резервуар, в котором находился Красный Халк. Дэдпул облился облучённой водой и превратился в халкоподобного монстра и назвал себя Халкпул. Он начал атаковать Красного Халка, после чего тот вытолкнул Халкпула из корабля.
Сразу после этого Красный Халк подвергся атаке облучённых Мстителей, Фантастической Четвёрки и Людей Икс. Поскольку их разум был таким же, как у Зелёного Халка, Красный Халк смог хитростью настроить их против друг друга и уничтожил комнату с помощью лучей Циклопа. Выяснились истинные цели Интеллигенции — создать армию из двухсот Красных Халков.
После сражения с облучёнными героями Красный Халк сильно ослаб. Вскоре он подвергся нападению Красной Женщины-Халк, которая избила его до полусмерти, после чего Красный Халк превратился в своё альтер эго — генерала Росса, и узнал, что его противница — Бетти Росс. Она оставила его, думая, что убила. На Генерала нападает Космический Халк, и Росс решил, что не сможет его победить, и попытался скрыться, но в конце концов превратился в Красного Халка и разорвал Космического Халка на части.
После всего произошедшего генерал вновь превратился в Красного Халка и по просьбе Брюса Беннера и при помощи Стива Роджерса присоединился к Армии Мстителей. Был пойман Нэмором и должен был быть казнён, но был спасён. Стив Роджерс поприветствовал его как участника Мстителей. В будущем будет включён в Мстителей.

## Силы и способности
- Сверхчеловеческая сила: Как и Халк, Красный Халк обладает невообразимой физической силой. Он с лёгкостью может поднять вес, намного превосходящий 100 тонн, и даже бороться на равных с Халком, и Тором. Халк признал, что после него самого Красный Халк, вероятно, самое сильное существо на планете. Красному Халку удавалось победить в бою Халка, Тора, Женщину Халк, он ударил самого Наблюдателя. Физическая сила Красного Халка возрастает с количеством поглощённой им энергии.
- Сверхчеловеческая скорость: Красный Халк способен при беге развивать гиперзвуковую скорость, во время первой атаки на Щ.И.Т. Железный Человек не мог поначалу заметить его передвижение. Красный Халк с помощью сверхсильных мускулов ног способен перепрыгивать большие расстояния, преодолевая целые мили.
- Сверхчеловеческая выносливость: Ткани тела Красного Халка вырабатывают намного меньше токсинов усталости, что даёт ему практически неограниченную выносливость. Также Красный Халк может обходиться долгое время без сна, воды, еды и воздуха.
- Сверхчеловеческая стойкость: Тело Красного Халка обладает огромной устойчивостью к физическим повреждениям. Он без проблем выдерживал удары Халка, Тора, Существа, Колосса и выдержал энергетический выстрел Галактуса. Простые пули и снаряды, а также взрывы большой силы ему не навредят.
- Регенерация: Скорость восстановления повреждённых тканей и органов у Красного Халка поражает. Небольшие повреждения затягиваются в течение нескольких минут, хотя более серьёзные раны требуют немного больше времени. После того, как Росомаха повредил его глаза своими когтями, они зажили в течение получаса.
- Тепловое излучение: Красный Халк непрерывно выделяет тепло из своего тела. Чем он злее, тем больше выделяет тепла. Когда он в ярости, из его тела вырывается огонь, который может навредить находящимся с ним в близком контакте.
- Поглощение энергии: Уникальной способностью Красного Халка является то, что он может полностью осознанно поглощать любые виды энергии, однажды он поглотил всю гамма-радиацию Халка, превратив его в Брюса Беннера, также Красный Халк смог поглотить космическую энергию Серебряного Сёрфера и обладал всеми его способностями. Красный Халк поглощает энергию не навсегда, а лишь на какое-то время.

## Вне комиксов

### Телевидение
- Впервые Генерал Росс появился на телеэкране в мультсериале «Супергерои Marvel» 1966 в истории о Халке. Его озвучил Пол Клигмэн.
- Генерал Росс появляется в анимационном сериале «Невероятный Халк» 1982 года, озвученный Робертом Риджли.
- Джон Вернон озвучил Таддеуса Росс в мультсериале «Невероятный Халк» 1996 года.
- Росс появляется в качестве камео в мультсериале «Фантастическая четвёрка: Величайшие герои мира».
- В мультсериале «Мстители. Величайшие герои Земли» Громовержца Росса озвучил Кит Фергюсон. Также во 2 сезоне было первое появление на экранах Красного Халка. Вторую личность Росса озвучил Фред Таташор.
- Генерал Росс появляется в мультсериале «Железный человек: Приключения в броне», где его озвучил Эрик Бауза.
- Красный Халк является одним из главных персонажей мультсериала «Халк и агенты У.Д.А.Р.», озвученный Клэнси Брауном.
- Так же персонаж Красный Халк появляется в мультсериале «Мстители, общий сбор!» во 2-м эпизоде «Avengers Underground Мстители в подполье. Часть 2» и в 3 сезоне, где его озвучит Клэнси Браун.
- Генерал Росс появляется в мультсериале «Люди Икс ’97». Когда Шельма пробивается на его базу в поисках информации о местоположении Генри Гайрича и Боливара Траска, он рассказывает ей всё что знает.

### Фильмы

Уильям Хёрт в роли генерала Таддеуса Росса в фильме «Невероятный Халк» 2008 года.

- Сэм Эллиотт исполнил роль Генерала Росса в фильме Энга Ли «Халк» 2003 года.

### Киновселенная Марвел
- Уильям Хёрт исполняет роль Генерала Росса в художественном фильме Луи Летерье «Невероятный Халк» 2008 года[15]. Росс является одним из двух антагонистов фильма, наряду с Эмилем Блонски / Мерзостью. Генерал участвовал в программе по воссозданию формулы суперсолдата, которая превратила Стива Роджерса в Капитана Америку. Учёный по имени Брюс Беннер, который по совместительству был возлюбленным дочери Росса Бетти, провёл эксперимент с гамма-лучами, в результате которого эксперимент кончается крахом и Брюс получает возможность становиться зелёным монстром по имени Халк. По мнению самого генерала Росса, эксперимент получился удачным, именно поэтому он преследует беглого учёного по всему миру. По сюжету фильма Росс обнаруживает Беннера в Бразилии и отправляет на его поимку отряд, возглавляемый Эмилем Блонски. Их попытка оказывается тщетной, после чего Блонски вводят специальную сыворотку, которая повышает его силу, ловкость и выносливость. Вскоре Росс обнаруживает Беннера в Кенморском университете, но его отряд вновь терпит поражение, а во время сражения чуть не погибает его дочь. Затем команда Росса настигает Беннера в лаборатории Сэмюэля Стернса, где Блонски вводит себе сыворотку, которая превращает его в Мерзость. Генерал встаёт на сторону Халка и помогает ему в бою против Блонски. После битвы гамма-мутантов, Росс пытается добиться освобождения из тюрьмы Эмиля Блонски, поскольку он является героем войны. Получив отказ, он напивается в баре, где встречает Тони Старка, который рассказывает ему об инициативе Мстителей.
- В Marvel One-Shots под названием «Консультант» была показана сцена разговора между Генералом Россом и Тони Старком. Разговор со Старком настолько взбесил Росса, что тот попытался выкинуть его из бара, на что Старк ответил тем, что купил этот самый бар и назначил его снос на четверг. Тем самым Старк привёл Росса в ярость, и Блонски остался в тюрьме[16].
- Уильям Хёрт вновь исполнил роль Генерала Росса в фильме «Первый мститель: Противостояние» 2016 года[17]. Здесь Росс исполняет должность государственного секретаря Соединённых Штатов и предлагает Мстителям Заковианский договор. Росс даёт Старку время поймать команду Стива Роджерса, но у того получается захватить лишь четверых её членов. В конце фильма Росс звонит Старку в связи с тем, что Стив Роджерс освободил из тюрьмы своих друзей.
- Также Уильям Хёрт вернулся к роли госсекретаря Росса в фильмах «Мстители: Война бесконечности» и «Мстители: Финал».
- Уильям Хёрт вернулся к роли Росса в фильме «Чёрная вдова».
- После смерти Хёрта Харрисон Форд исполнил роль Росса в фильмах «Капитан Америка: Новый мир» и «Громовержцы»[4].

### Видеоигры
- Генерал Росс появляется в качестве камео в игре «Hulk» 2003 года.
- В игре «The Incredible Hulk: Ultimate Destruction» Генерала Росса озвучил Дэйв Томас.
- Генерал Росс появляется в игре «The Incredible Hulk» 2008 года, озвученный Уильямом Хёртом. Красный Халк также доступен для игры в версии для Xbox 360[18].
- Форма Красного Халка является альтернативным костюмом Халка в играх «Marvel: Ultimate Alliance 2»[19], «Marvel Super Hero Squad», «Marvel vs. Capcom 3: Fate of Two Worlds» и «Marvel Super Hero Squad: The Infinity Gauntlet».
- Красный Халк является играбельным персонажем в «Marvel Super Hero Squad Online», где его озвучил Томас Кенни.
- В игре «Marvel: Avengers Alliance» Красный Халк является открываемым персонажем.
- Генерал Росс и его форма Красного Халка появляются в игре «Lego Marvel Super Heroes», где Росс был озвучен Джоном Ди Маджо, а голосом Красного Халка вновь выступил Фред Таташор.
- Появляется в игре Lego Marvel Super Heroes 2, где также, как и остальные халки, является гладиатором Красного короля на Сакааре.
- Играбельный персонаж в Marvel Future Fight. Его альтернативный скин другого Красного Халка также доступен.

## Критика и отзывы
Оги Де Блик-младший из Comic Book Resources дал первым шести выпускам комиксов про Красного Халка негативные оценки, назвав их «глупым шуточным экшеном» и «попкорновыми комиксами».
Красный Халк занял 41-е место в рейтинге «50 Лучших Мстителей» по версии IGN.
Рецензент Джесси Шедин в целом критически отнёсся к комиксам, сославшись на отсутствие развития персонажа и на акцент на непрерывные последовательность действий по текущему вопросу идентичности Красного Халка.
Шедин также высмеивал обращение с другими главными персонажами Marvel на страницах Халка, говоря о выпуске № 5 так: «Серия уже рассматривала Женщину-Халка и Железного человека как тряпичные куклы, которые прогибаются под огромной мощью Красного Халка. Теперь настала очередь Тора».
Отметив плохие диалоги, плохую манеру поведения и жестокие образы Шедин заявил, что работа Эд Макгиннесса была единственной спасительной грацией для названия.
В 2009 году Громовержец Росс занял 71-ю строчку в списке 100 величайших злодеев комиксов по версии IGN. В описании отмечено, что популярность Росса дала ему поучаствовать в обоих фильмах про Халка.